# Alfred Senn
Alfred Senn (* 19. März 1899 in Blotzheim; † 9. Februar 1978 in Ashford (Connecticut)) war ein schweizerisch-US-amerikanischer Sprachwissenschaftler.

## Leben
Alfred Senn wurde 1899 als Sohn von Alfred und Berta Senn geb. Affolter in Blotzheim geboren. Sein Heimatort war Bennwil. Nach seiner Schulzeit in Goldach und St. Gallen studierte er von 1918 bis 1921 Germanistik und Indogermanistik in Freiburg. Nach der Promotion habilitierte er sich 1922 an der Universität Kaunas, wo er anschliessend bis 1930 als Dozent für vergleichende Sprachwissenschaft wirkte. 1923 heiratete er Maria Vedlugaite und emigrierte 1930 in die USA. Von 1931 bis 1938 war er als ordentlicher Professor für Germanistik und Indogermanistik an der Universität Wisconsin tätig; 1936 erhielt er die US-amerikanische Staatsbürgerschaft. Von 1938 bis 1969 war er ordentlicher Professor für Germanistik an der University of Pennsylvania in Philadelphia, wo er ab 1948 auch die Professur für Slawistik und Baltistik innehatte. Sein Handbuch der litauischen Sprache und auch die Kleine litauische Sprachlehre gelten als Standardwerk.
Sein Sohn Alfred Erich Senn (1932–2016) war Professor für Geschichte an der Universität Wisconsin.

## Werke (Auswahl)
- Aus meinem Leben. 1952.
- Handbuch der litauischen Sprache. Winter, Heidelberg 1966.
- Kleine litauische Sprachlehre. Olms, Hildesheim 1974.